# Lo sguardo nella pupilla del sole
Lo sguardo nella pupilla del sole (Pogled u zjenicu sunca) è un film del 1966 diretto da Veljko Bulajić.